# Hospitalkirche St. Georg (Hadmersleben)

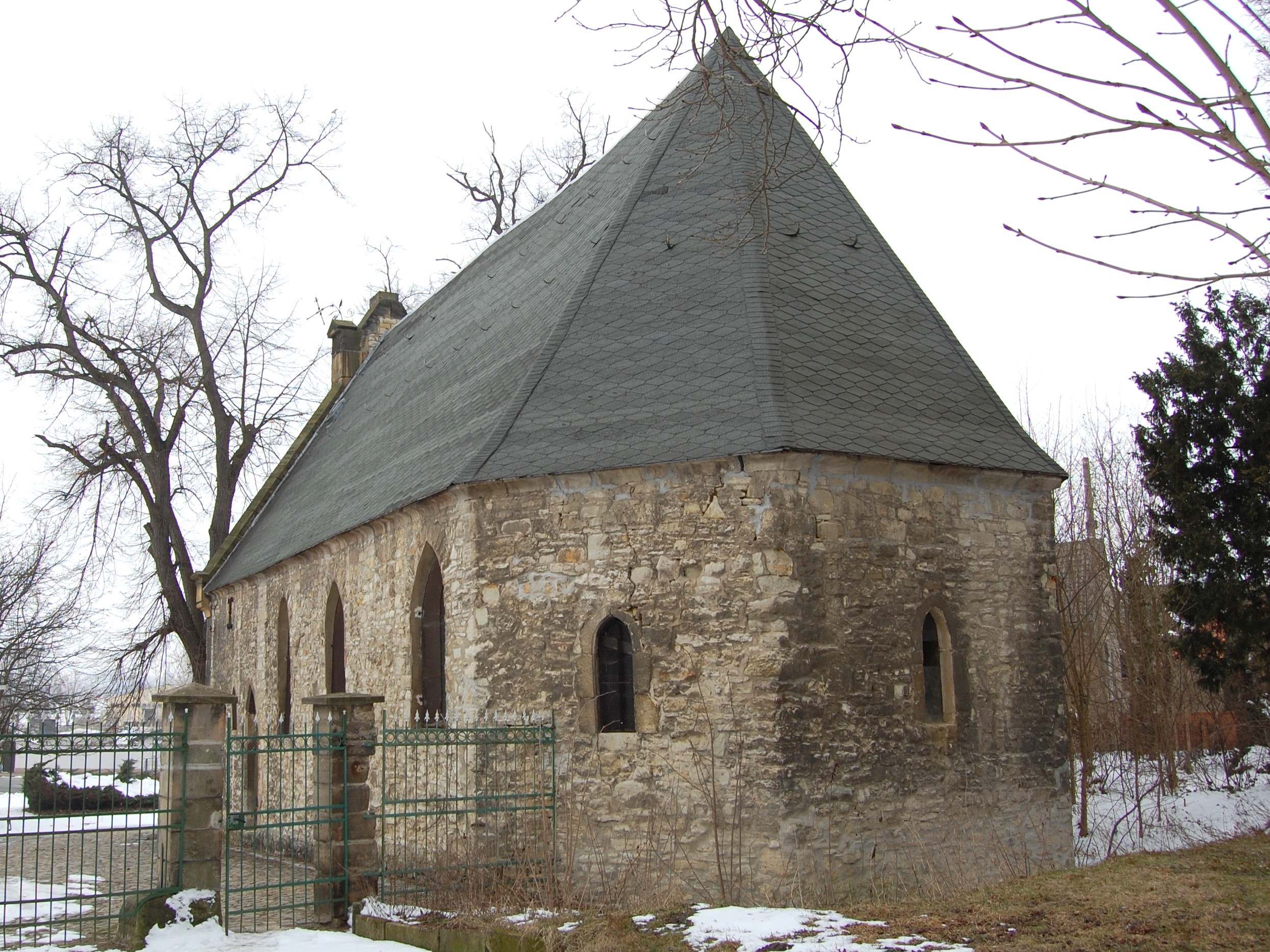
Hospitalkirche Sankt Georg

Die Hospitalkirche Sankt Georg ist ein gotisches Kirchengebäude in der Stadt Hadmersleben in Sachsen-Anhalt.
Sie entstand im späten 14. oder frühen 15. Jahrhundert und diente später als Krankenhauskapelle für das 1470 von Kurt von der Asseburg südlich des Klosters Hadmersleben gegründete Hospital. Seit 2010 steht die Kirche ungenutzt.
Das schlichte, turmlose Bauwerk verfügt an seiner Ostseite über einen dreiseitigen Chorschluss. Das im Inneren befindliche hölzerne Tonnengewölbe stammt wie die Portale an der nördlichen Seite aus dem Jahr 1664. Bauzeitlich sind hingegen die typisch gotischen Spitzbogenfenster.